# 東方葡萄牙學會

東方葡萄牙學會標誌

東方葡萄牙學會（葡萄牙語：Instituto Português do Oriente，簡稱IPOR），為一總部設在澳门，向亞洲地區推廣葡萄牙語言和文化的機構。

## 沿革
澳葡政府自20世紀80年代開始，便開始推行向亞洲地區推廣葡萄牙語言和文化的政策，首先在1982年設立“澳門文化學會”（即澳門文化司署），把在亞洲地區推廣葡萄牙語言和文化以及葡萄牙歷史研究，作為其職能之一。
因應《中葡聯合聲明》簽署、各行政部門（尤其是市政機構）在推廣文化活動方面分工的重新調整，以及東方基金會的成立，澳葡政府開始研究改組澳門文化學會，並於1989年成立“東方葡萄牙學會”，作為專門從事在亞洲地區推廣葡萄牙語言和文化，和加強葡萄牙與該地區的文化交流和關係的機構，並自1990年起，把澳門文化學會屬下的葡文書局、語言中心以及其講師協調部門，轉交東方葡萄牙學會管理。
根據1993年葡萄牙外交部、澳葡政府和賈梅士學院簽訂的協議，東方葡萄牙學會對葡萄牙在北京、漢城、東京、曼谷和新德里設立的文化中心提供支援。
學會成立初期，其主要組織成員為澳門政府、東方基金會，以及葡萄牙語言文化學會，總註冊資本為300萬澳門元。到1999年，澳門政府把本身持有的29%權益轉移給賈梅士學院，而學會的總部也從澳門遷冊至里斯本，2009年又將總部從里斯本遷回澳門。目前持有該學會權益的機構主要包括東方基金會和賈梅士學院，另外還有一些葡資企業，包括大西洋銀行、盛世集團、葡萄牙電訊、葡萄牙電力公司等。2004年，澳門旅遊娛樂有限公司加入該學會的股東大會。2013年獲澳門特別行政區政府頒授文化功績勳章。
東方葡萄牙學會的總部原設在澳門荷蘭園大馬路。在遷冊至里斯本後，曾以“葡語系樓”（Casa da Lusofonia）作為其總部所在地。而當葡萄牙駐港澳總領事館啟用後，該學會在澳門的分支也遷到該處，惟以該領事館的後門作為其入口。現時該館同為學會總部的辦事處。

## 在澳門的業務
該學會在澳門主要舉辦葡語課程（包括5年制課程、葡語深造課程、旅遊葡語課程和商務葡語課程）和經營葡文書局，並負責出版、展覽、舉辦研討會等推廣葡萄牙文化的工作。亦為葡萄牙語等級考試（CAPLE）在澳門的三個考試地點的其中之一（另外兩個考點為澳門大學人文學院葡文系與澳門理工大學語言暨翻譯高等學校）。
附設於該學會澳門會址的庇山耶圖書館，共收藏近兩萬本葡文書籍，其中有相當部分是從澳門原國立圖書館（今澳門中央圖書館）轉移至該館收藏的。
該學會與澳門旅遊學院合作，為旅遊學院學生舉辦葡語培訓課程。一般而言，公務員葡語培訓課程與普通5年制課程相同，而旅遊學院葡語課程則由學會委派教師到該學院進行授課。另外，該學會也會提供不同類型的非全額獎學金，給有興趣的學生到葡萄牙修讀短期課程。

## 外部連結
- 官方网站
- 東方葡萄牙學會的Facebook專頁
- 東方葡萄牙學會的Instagram帳戶
- 第57/89/M號法令